# ホーザン (お笑い芸人)
ホーザン（1983年12月17日 - ）は、兵庫県たつの市出身のお笑い芸人。ニュースタッフエージェンシー、漫才協会所属。本名は宝山 直史（ほうざん なおひと）。

## 人物
1983年（昭和58年）12月17日、現在の兵庫県たつの市に生まれる。兵庫県立太子高等学校卒業。デビュー当初は本名で活動していたが、後に現在の芸名に改名した。
ピン芸人として活動したのち、2008年（平成20年）1月に年上の木谷臣吾（きたに しんご、1981年12月14日生まれ、大阪府出身）とともにお笑いコンビ・大車輪（だいしゃりん）を結成。その解散後の2009年（平成21年）1月、今度は年下の栗焼力裕（くりやき りきひろ、1984年8月7日生まれ、福岡県北九州市出身）とともにお笑いコンビ・ワイルドカードを結成。それも2010年（平成22年）9月に解散した。
現在はピン芸人で活動している。

## 出演番組
- ゲームレコードGP（MONDO TV） - ゲームソフト『ロックマン』の本選で優勝したことがあり、その後もこのシリーズで何回も本選出場しているため、番組内で「Mr. ロックマン」と呼ばれた。[要出典]